# Elecciones generales de las Islas Feroe de 1918
Elecciones generales tuvieron lugar en las Islas Feroe el 24 de abril de 1918, las primeras en las que las mujeres tuvieron el derecho al sufragio. Aunque el Partido Unionista recibió más votos por un pequeño margen, el resultado fue una victoria para el Partido del Autogobierno, el cual obtuvo 11 de los 20 asientos en el Løgting.

## Resultados
| Partido                   | Votos | %     | Escaños | +/– |
| ------------------------- | ----- | ----- | ------- | --- |
| Partido Unionista         | 2 969 | 50,26 | 9       | –1  |
| Partido del Autogobierno  | 2 938 | 49,74 | 11      | +2  |
| Total                     | 5 907 | 100   | 20      | –   |
| Fuente: Election Passport |       |       |         |     |